# Shin no Nakama ja Nai to Yuusha no Party wo Oidasareta node, Henkyou de Slow Life suru Koto ni Shimashita
Shin no Nakama ja Nai to Yuusha no Party wo Oidasareta node, Henkyou de Slow Life suru Koto ni Shimashita (真の仲間じゃないと勇者のパーティーを追い出されたので、辺境でスローライフすることにしました Shin no Nakama janai to Yūsha no Party o Oidasareta node, Henkyō de Slow Life Suru Koto ni Shimashita?, lit. Desterrado del grupo de los héroes, he decidido vivir una vida tranquila en la frontera), conocida como Banished from the Heroes' Party, I Decided to Live a Quiet Life in the Countryside o Banished from the Brave Man’s Group, I Decided to Lead a Slow Life in the Back Country, es una serie de novelas ligeras japonesas escritas por Zappon e ilustradas por Yasumo. Comenzó a serializarse en línea en octubre de 2017 en el sitio web de publicación de novelas generado por los usuarios Shōsetsuka ni Narō. Posteriormente fue adquirida por Kadokawa Shōten, que la ha publicado desde junio de 2018 bajo su sello Kadokawa Sneaker Bunko. Una adaptación a manga con el arte de Masahiro Ikeno ha sido serializada en la revista de manga Monthly Shonen Ace de Kadokawa Shoten desde mayo de 2018. Una adaptación al anime de Wolfsbane y Studio Flad se estrenó el 6 de octubre de 2021.

## Sinopsis
La acción transcurre en un mundo cuyos habitantes encuentran sus destinos dictados por las Bendiciones Divinas que reciben al nacer, Gideon Ragnason era miembro del Partido de los Héroes, un poderoso grupo liderado por su hermana Ruti destinado a salvar al mundo del mal. Su Bendición le dio la habilidad común de sobrevivir en cualquier terreno, y demuestra que las habilidades adicionales pueden ir más allá del límite. Hasta que un día, Ares, el segundo al mando del Partido, lo considera un peso muerto para los miembros del partido y lo destierra del grupo. Gideon escucha las palabras de Ares y se va sin decírselo a Ruti. Con la esperanza de vivir una vida fácil en la frontera, Gideon se muda a un pueblo fronterizo y abre una botica, cambiando su nombre a Red. Sin embargo, mantener su estado anterior en secreto puede no ser tan simple como él piensa, ¡especialmente cuando Rit, una hermosa aventurera de su pasado, aparece y pide mudarse con él!

## Personajes
Red (レッド Reddo?) / Gideon Ragnason (ギディーオン・ラグナソン Gidīon Ragunason?)
 Seiyū: Ryōta Suzuki (anime) y Yūichirō Umehara (CD drama), Ivan Fernandez (Latino), Aaron Campbell (Inglés)
Red, o verdaderamente Gideon Ragnason, nace con la Bendición del Guía, que le otorga "nivel +30", un nivel que la mayoría de los caballeros pueden alcanzar en su vida. Debido a su alto nivel, es un miembro destacado en el grupo del héroe y guía a otros caballeros. Sin embargo, como su habilidad especial es solo que, a diferencia de los demás, no puede usar magia o artes marciales avanzadas otorgadas por sus habilidades especiales. Un día, cuando los demás se pusieron a su nivel, Ares Srowa lo llamó por no ser un "verdadero" compañero y lo echó del grupo del Héroe (a espaldas de la heroína Ruti). Gideon decide cambiar su nombre a Red y vivir una vida lenta normal en la frontera y abre una tienda de hierbas.
Rit (リット Ritto?) / Princesa Rizlet de Loggervia (リズレット Rizuretto?)
 Seiyū: Kanon Takao (anime) y Yumiri Hanamori (CD drama), Camila Vasquez (1era voz), Alexia Lamar (2da voz) (Latino), Dani Chambers (Inglés)
Rit, acortado de su verdadero nombre Rizlet, es la princesa del Ducado de Loggervia. Ella tuvo aventuras con el grupo de Héroes en el pasado, en donde comenzó a sentirse atraída por Gideon. Cuando éste desapareció, ella terminó buscándolo y cuando lo encontró, decidió quedarse a vivir con él y ayudarlo en su herboristería. Es una chica que se avergüenza fácilmente y que ha superado su fase combativa, sin embargo, logró declarar su amor hacia Red siendo ahora una pareja oficial. Su bendición es la de Reclutamiento Espiritual, lo que le permite sentir y controlar magia.
Ruti Ragnason  (ルーティ・ラグナソン Rūti Ragunason?)
 Seiyū: Naomi Ōzora (anime) y Ayana Taketatsu (CD drama), María José Moreno (Latino), Tia Ballard (Inglés)
Ruti es la hermana menor de Gideon y posee la bendición del Héroe, la bendición más fuerte de la humanidad, lo que además de darle un poder casi divino, inhibe sus necesidades fisiológicas, como comer o dormir, y reprime la expresión de sus emociones. Por este motivo tiene una cara inexpresiva y toda la gente a su alrededor la respeta al punto de temerle. Sin embargo, es consciente de que esta bendición la hace sentirse sola, empeorando con la partida de Gideon, su hermano y pilar afectivo. Su comportamiento cambió cuando descubrió la Bendición del Diablo, una droga ofrecida por un narcotraficante conocida por inhibir los efectos de las bendiciones divinas. Ruti se hace adicta a la droga y por primera vez desde la manifestación de su bendición, pudo controlar sus sentimientos y dirigirse a reencontrarse con su hermano.
Yarandrala (ヤランドララ Yarandorara?)
 Seiyū: Sora Amamiya, Nadia Lujambio (Latino), Alexis Tipton (Inglés)
Yarandrala es un elfo supremo con la bendición divina del Cantante de los árboles. Ella es capaz de controlar plantas. Se convirtió en miembro del grupo de los Héroes durante la batalla en Loggervia. Entre sus compañeros, Gideon era en quien más confiaba, llegando a sentirse atraída por él, ante la celosa mirada de Ruti y Rit. Abandona el grupo al cuestionar la expulsión de Gideon por parte de Ares.
Ares Srowa (アレス・スロワ Aresu Surowa?)
 Seiyū: Taku Yashiro, Elliot Leguizamo (Latino), Brandon McInnis (Inglés)
Ares es el portador de la bendición divina del Sabio, la mayor de las bendiciones de los magos. Cuando los miembros del grupo alcanzaron el nivel de Gideon, lo echó del grupo por no ser un "verdadero" compañero, aunque en realidad, fue porque estaba celoso de Gideon. Es hijo de un duque fallido y se unió al grupo del Héroe para restaurar el poder de su familia. Al no poder tomar el rol de guía dejado por Gideon, fue cuestionado por sus compañeros. La única razón por la que Ares estaba en el grupo era el plan delirante de casarse con Ruti una vez que ganara, para obtener un estatus noble. Cuando Ruti va a buscar a Red, él hace todo lo posible para detenerla mientras pierde lentamente la cordura. Al final, termina traicionando al Grupo de los Héroes y se alinea con un demonio para matar a Red, volviéndose más rencoroso al darse cuenta de la vida que ahora vivía con Rit. Pero su pelea termina con su muerte a manos de Red y su nombre empañado como resultado, negándose a reconocer sus propios defectos y maldiciendo a Red de antemano.
Albert (アルベール Arubēru?)
 Seiyū: Kōhei Amasaki, Juan Carlos Roman (Latino), Aaron Roberts (Inglés)
Es un amigo de años de Red. Tiene la bendición del Campeón, lo que lo insta a obsesionarse con el triunfo cueste lo que cueste. Su máxima ambición es formar parte del grupo de los Héroes.
Gonz (ゴンズ Gonzu?)
 Seiyū: Masahiro Yamanaka
Amigo y vecino de Red, es un semi-elfo y un carpintero profesional.
Nao (ナオ Nao?)
 Seiyū: Sora Tokui
Hermana de Gonz, una semi-elfa. Suele colaborar en la carpintería.
Mido (ミド Mido?)
 Seiyū: Takeru Mishina
Marido de Nao, y cuñado y socio de Gonz en la carpintería.
Tanta (タンタ Tanta?)
 Seiyū: Yū Serizawa
Hijo de Nao y Mido, suele frecuentar la tienda de Red y Rit.
Megria (メグリア Meguria?)
 Seiyū: Nao Tōyama
Administradora del gremio de aventureros de Zoltan.
Dir (ディル Diru?)
 Seiyū: Kentarō Tone
Aventurero de Loggervia que en su momento apoyo al grupo de Héroes.
Newman (ニューマン Nyūman?)
 Seiyū: Ken Uo
Doctor de la ciudad de Zoltan el cual adquiere compuestos para medicinas en la tienda de Red, además de ser ayudado por éste en algunos casos.
Stormthunder (ストームサンダー Sutōmusandā?)
 Seiyū: Yōji Ueda
Un goblin que gracias a la bendición del Artesano que posee, es el principal mueblerista de Zoltan.
Danan (ダナン?)
 Seiyū: Kenta Miyake
Es un aventurero del grupo de Héroes, posee la bendición del Artista Marcial, lo que lo hace experto en combate cuerpo a cuerpo. Es uno de los pocos que conoce el verdadero motivo por el que Ares expulsó a Gideon.
Theodora (テオドラ Teodora?)
 Seiyū: Aya Uchida
Otra aventurera del grupo de Héroes, posee la bendición del Cruzado, que le permite combatir con armas largas. También cuestiona la expulsión de Gideon, pero no logra expresarlo.
Tisse (ティセ Tise?)
 Seiyū: Rie Kugimiya
Es la nueva integrante del grupo de Héroes, poseedora de la bendición de la Asesina, introducida para reemplazar a Gideon. Es poco expresiva pero se vuelve la confidente de Ruti. Tiene una araña roja mascota llamada Sr. Escurridizo, quien puede entender el lenguaje humano.
Van (ヴァン?)
 Seiyū: Yumiri Hanamori
Es el antiguo Príncipe del Reino de Flamberg, el cual fue destruido por el ejército del Rey Demonio y se convirtió en el próximo héroe después de que Ruti Ragnason abandonara su papel de héroe para buscar una vida pacífica con su hermano.Tiene una personalidad pura e inocente con un fuerte sentido de justicia y también es profundamente religioso. Considera que todas las bendiciones y el destino son voluntad divina.
Lavender (ラベンダ Rabenda?)
 Seiyū: Ai Kakuma
Una hada que es compañera de Van. A pesar de tener un pequeño cuerpo posee un gran poder mágico. Ella se enamora de Van y se une a él a pesar de su odio hacia los humanos. Apoya todas las decisiones de Van y no muestra piedad con quienes se interponen en su camino.
Cardinal Lub (リュブ枢機卿 Ryubu Sūkikyō?)
 Seiyū: Satoshi Mikami
Uno de los cardenales de más alto rango de la Iglesia. Es mentor de Van y lo ayuda a crecer como héroe. A pesar de ser un clérigo, es muy ambicioso.
Esther (エスタ Esuta?)
 Seiyū: Aya Uchida
Una caballero enmascarada que es contratada como mercenaria del grupo del héroe. Su nombre real es Escalata y debido a su experiencia en derrotar a uno de los Cuatro Reyes Celestiales del ejército del Rey Demonio, se le confía el apoyo al héroe Van. A ella le preocupa las palabras y las acciones inocentes de Van.

## Contenido de la obra

### Novela ligera
Las novelas ligeras están escritas por Zappon e ilustradas por Yasumo. Fue adquirida por Kadokawa Shoten, que han publicado catorcevolúmenes desde junio de 2018 bajo su sello Kadokawa Sneaker Bunko. La serie finalizará con el lanzamiento de su decimoquinto volumen.
La novela ligera fue licenciadá en Norteamérica por Yen Press.

#### Lista de volúmenes
| Volúmenes de novelas ligeras publicadas | Volúmenes de novelas ligeras publicadas | Volúmenes de novelas ligeras publicadas                                          |
| Número                                  | Fecha de lanzamiento                    | ISBN                                                                             |
| --------------------------------------- | --------------------------------------- | -------------------------------------------------------------------------------- |
| 1                                       | 1 de junio de 2018                      | ISBN 978-4-04106-858-8                                                           |
| 2                                       | 1 de septiembre de 2018                 | ISBN 978-4-04106-861-8                                                           |
| 3                                       | 1 de enero de 2019                      | ISBN 978-4-04106-862-5                                                           |
| 4                                       | 1 de mayo de 2019                       | ISBN 978-4-04108-254-6                                                           |
| 5                                       | 1 de septiembre de 2019                 | ISBN 978-4-04108-258-4(edición regular) ISBN 978-4-04108-522-6(edición especial) |
| 6                                       | 1 de febrero de 2020                    | ISBN 978-4-04108-259-1                                                           |
| 7                                       | 1 de julio de 2020                      | ISBN 978-4-04109-659-8                                                           |
| 8                                       | 31 de marzo de 2021                     | ISBN 978-4-04109-661-1                                                           |
| 9                                       | 1 de octubre de 2021                    | ISBN 978-4-04111-748-4                                                           |
| 10                                      | 1 de abril de 2022                      | ISBN 978-4-04111-749-1                                                           |
| 11                                      | 1 de noviembre de 2022                  | ISBN 978-4-04112-782-7                                                           |
| 12                                      | 28 de abril de 2023                     | ISBN 978-4-04112-783-4                                                           |
| 13                                      | 28 de diciembre de 2023                 | ISBN 978-4-04114-179-3                                                           |
| 14                                      | 1 de mayo de 2024                       | ISBN 978-4-04114-916-4                                                           |

### Manga
La adaptación a manga con arte de Masahiro Ikeno ha sido serializada en la revista de manga Monthly Shonen Ace de Kadokawa Shoten desde mayo de 2018. Se ha recopilado en doce volúmenes de tankōbon.

#### Lista de volúmenes
| Volúmenes de manga publicados | Volúmenes de manga publicados | Volúmenes de manga publicados |
| Número                        | Fecha de lanzamiento          | ISBN                          |
| ----------------------------- | ----------------------------- | ----------------------------- |
| 1                             | 25 de diciembre de 2018       | ISBN 978-4-04107-729-0        |
| 2                             | 26 de agosto de 2019          | ISBN 978-4-04108-486-1        |
| 3                             | 24 de enero de 2020           | ISBN 978-4-04109-046-6        |
| 4                             | 26 de junio de 2020           | ISBN 978-4-04109-632-1        |
| 5                             | 25 de noviembre de 2020       | ISBN 978-4-04109-633-8        |
| 6                             | 25 de junio de 2021           | ISBN 978-4-04111-484-1        |
| 7                             | 25 de septiembre de 2021      | ISBN 978-4-04111-581-7        |
| 8                             | 25 de diciembre de 2021       | ISBN 978-4-04112-120-7        |
| 9                             | 26 de julio de 2022           | ISBN 978-4-04112-637-0        |
| 10                            | 25 de noviembre de 2022       | ISBN 978-4-04113-266-1        |
| 11                            | 26 de mayo de 2023            | ISBN 978-4-04113-708-6        |
| 12                            | 26 de diciembre de 2023       | ISBN 978-4-04114-438-1        |

### Anime
El 17 de noviembre de 2020 se anunció una adaptación al anime de la serie. La serie está animada por Wolfsbane y Studio Flad y dirigida por Makoto Hoshino, con Megumi Shimizu a cargo de los guiones de la serie, Ruriko Watanabe diseñando los personajes y Yukari Hashimoto componiendo la música. Fue originalmente programada para estrenarse en julio de 2021, pero se retrasó al 6 de octubre de 2021 debido a "diversas circunstancias." Yui Nishio interpreta el tema de apertura "Iki o Sū Koko de Sū Ikiteku", mientras que JYOCHO interpreta el tema de cierre "All the Same". Funimation obtuvo la licencia de la serie. Tras la adquisición de Crunchyroll por parte de Sony, la serie se trasladó a Crunchyroll obteniendo la licencia de la serie fuera de Asia.
El 22 de octubre de 2021, Funimation anunció que la serie había recibido un doblaje en español latino, la cual se estrenó el 27 de octubre. Tras la adquisición de Crunchyroll por parte de Sony, el doblaje se trasladó a Crunchyroll.
Se anunció una segunda temporada el 31 de octubre de 2022. La segunda temporada se titula Shin no Nakama ja Nai to Yuusha no Party wo Oidasareta node, Henkyou de Slow Life suru Koto ni Shimashita 2nd. Está dirigida por Satoshi Takafuji, con Makoto Hoshino como director en jefe y Studio Flad regresando como estudio. Se estrenó el 7 de enero de 2024.

## Recepción
La serie de novelas ligeras alcanzó más de 1,000,000 de copias impresas en noviembre de 2020, cuando se anunció la adaptación al anime.